# بیتی رمزی

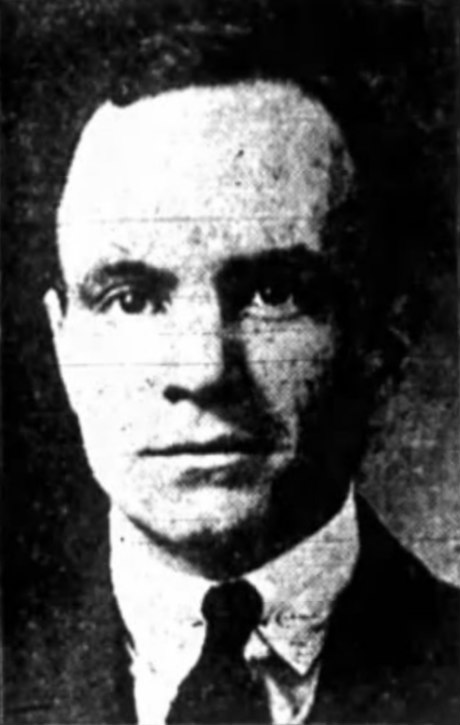
بیتی رمزی در سال ۱۹۲۲

بیتی رمزی (انگلیسی: Beattie Ramsay; ۱۱ اوت ۱۸۹۵ – ۳۰ سپتامبر ۱۹۵۲) بازیکن هاکی روی یخ اهل کانادا بود.